# 파송송 계란탁
《파송송 계란탁》은 2005년 공개된 대한민국의 영화이다.

## 줄거리
대규는 자유로운 연애를 즐기며 평범하게 살아가던 직장인이다. 그러던 어느 날, 갑자기 어린아이가 나타나 자신이 그의 아들이라고 주장하면서 대규의 일상은 혼란에 빠진다. 아이를 내쫓으려 애쓰던 대규는 결국 아이와 타협하여, 아이를 엄마에게 데려다주기로 하고 함께 여행을 떠나게 된다. 이 과정에서 대규는 예상치 못한 상황들에 직면하며 갈등하고 고민하게 된다.

## 배역
- 임창정 : 이대규 역
- 이인성 : 서인권 역
- 이상훈 : 박사 역
- 맹상훈 : 조 PD 역
- 엄수정 : 재희 역
- 최은지 : 귀녀 역
- 최무인 : 진구 역
- 박혜원 : 진영 역
- 주명철 : 음주 택시기사 역
- 강재섭 : 쫄바지 청년 역
- 유민석 : 대규 아버지 역
- 전국환 : 남원병원 의사 역
- 정수형 : 서울병원 의사 역
- 정희태 : 경찰 역
- 한상철 : 대규 동창 역
- 손영순 : 수박먹는 민박집 할머니 역
- 이세리 : 수박먹는 민박집 며느리 역
- 김가연 : 수박먹는 민박집 손녀 역
- 김혜란 : 다방 아가씨 1 - 영신 역
- 김은자 : 다방 아가씨 2 - 진주 역
- 김영임 : 포장마차 여자 1 - 혜주 역
- 정예진 : 포장마차 여자 2 - 선영 역
- 한세은 : 음반점 대학생 역
- 이재명 : 재희 애인 역
- 이병수 : 6mm 카메라맨 역
- 이덕희 : 시골 음반점 주인 역
- 이수경 : 노처녀귀신 / 만국기끌고가는여자 / 지나가는차승객 3 역
- 현경선 : 서울병원 간호사 1 역
- 이솔지 : 서울병원 간호사 2 역
- 임지혜 : 룸싸롱 아가씨4 역
- 김나미 : 수박 먹는 민박집 여대생 2 역
- 지대한 : 불법음반 사장 역 (우정출연)
- 심이영 : 주리 역 (우정출연)
- 이정학 : 조PD 카메라맨 / 소라잡는 남자 역 (우정출연)
- 이금희 : 방송 나레이션 성우 (목소리) 역 (특별출연)
- 오상훈 : 이발사 / 옆집 아저씨 (목소리) 역 (특별출연)